# Rue du Chevalier de La Barre
Die Rue du Chevalier-de-La-Barre ist eine Straße am Hügel des Montmartre im 18. Arrondissement von Paris.

## Lage
Die Straße besteht aus mehreren Teilen:
- Der untere Teil beginnt an der Rue Ramey zunächst als Fußweg, der sich verzweigt. Ein Teil führt zur Rue Falcon, der andere wird breiter und führt dann als Autostraße bis zur Rue Lamarck.
- Ab der Rue Lamarck wird die Straße wieder reiner Fußweg (Aufstieg mit Treppen) zur Sacré-Cœur, wo die Straße wieder befahrbar wird und an der Rue du Mont Cenis endet.

## Namensursprung
Die Straße wurde nach Jean-François Lefèvre, chevalier de La Barre (1746–1766), der Opfer eines religiös motivierten Justizmordes wurde, benannt. Der Name wurde von den Antiklerikalen der dritten Republik zu der Zeit gewählt, als die Sacré-Cœur gebaut wurde, was auf Widerstand der Kirche in Person des damaligen Bischofs von Amiens (Louis-François-Gabriel d’Orléans de La Motte) stieß.

## Geschichte
Die Straße ging aus der Vereinigung von zwei anderen Straßen hervor: Die «Rue de la Fontanelle», die von der Rue Ramey zur Rue de la Bonne führte, und der Rue des Rosier, die an der Rue du Mont–Cenis endete.

## Sehenswürdigkeiten
- Nr. 34: Karmeliterkloster am Montmartre[4]
- Nr. 40: Eingang zur Privatstraße Cité du Sacré-Cœur
- Nr. 61: Im Film Mata Hari, Agent H. 21 von 1964 wird Claude Rich auf der Terrasse eines Cafés (heute Au Petit Creux) verhaftet.

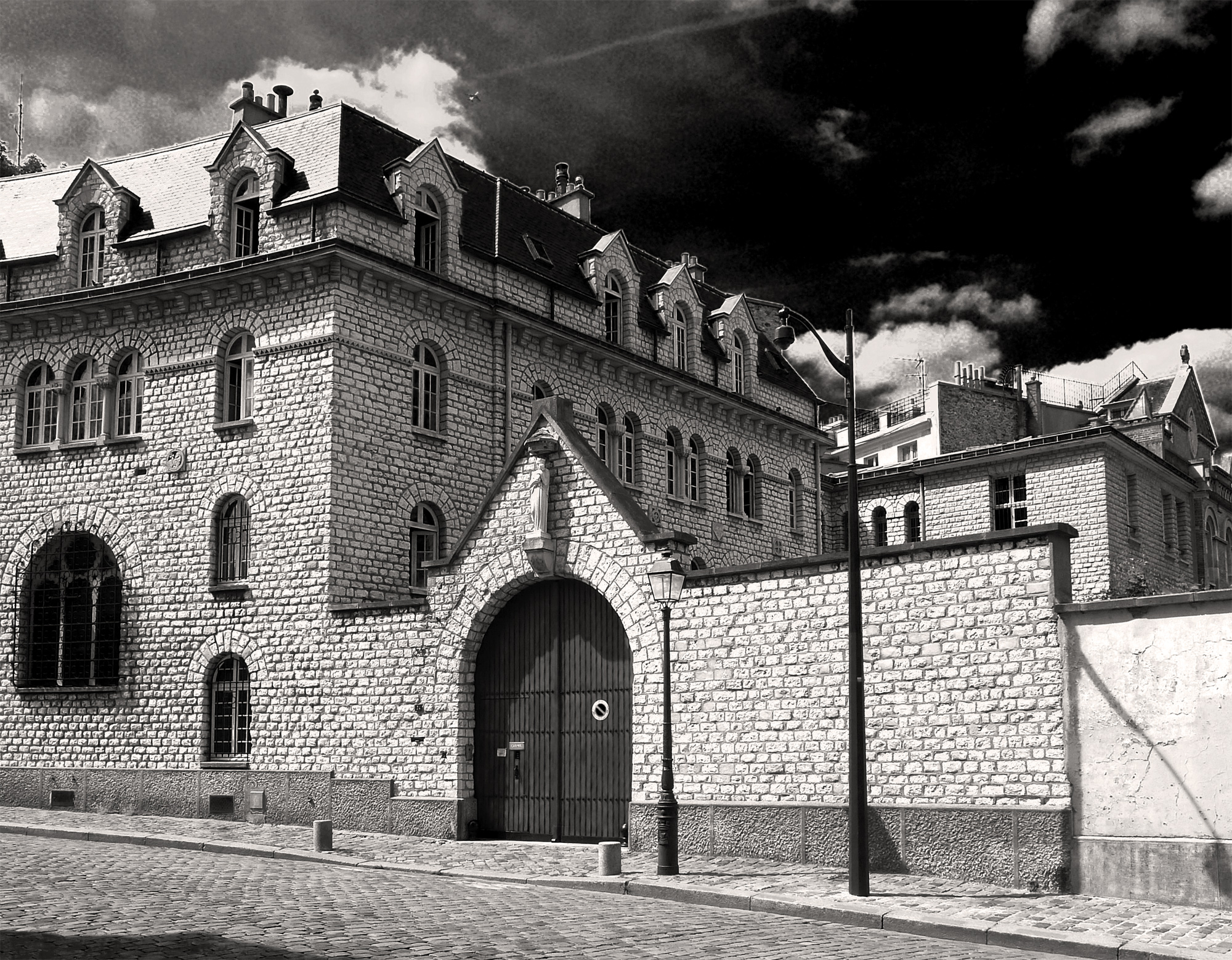
Nr. 34: Eingang Carmel de Montmartre
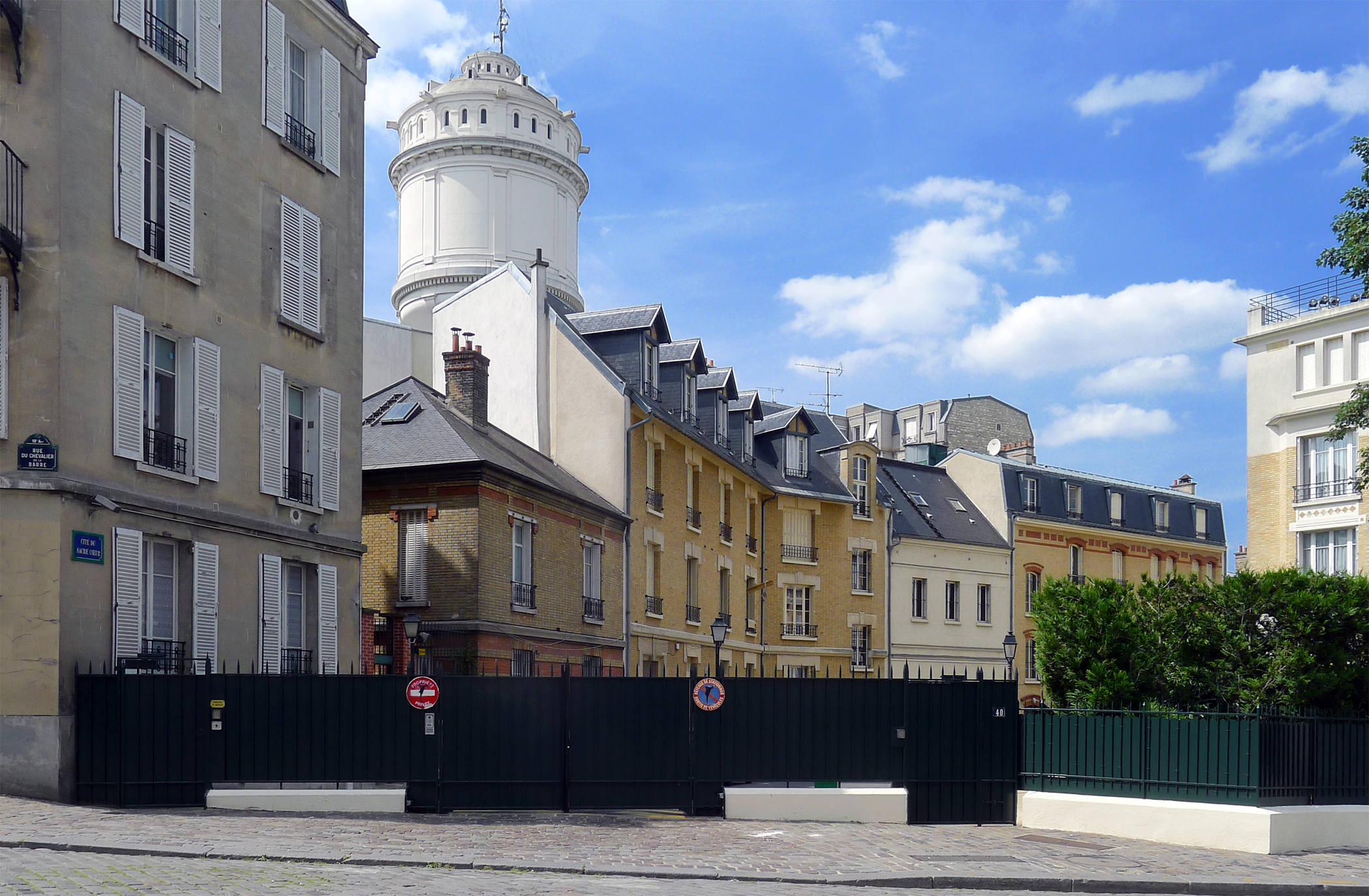
Nr. 40: Eingang Cité du Sacré-Cœur